# Heiko Reissig

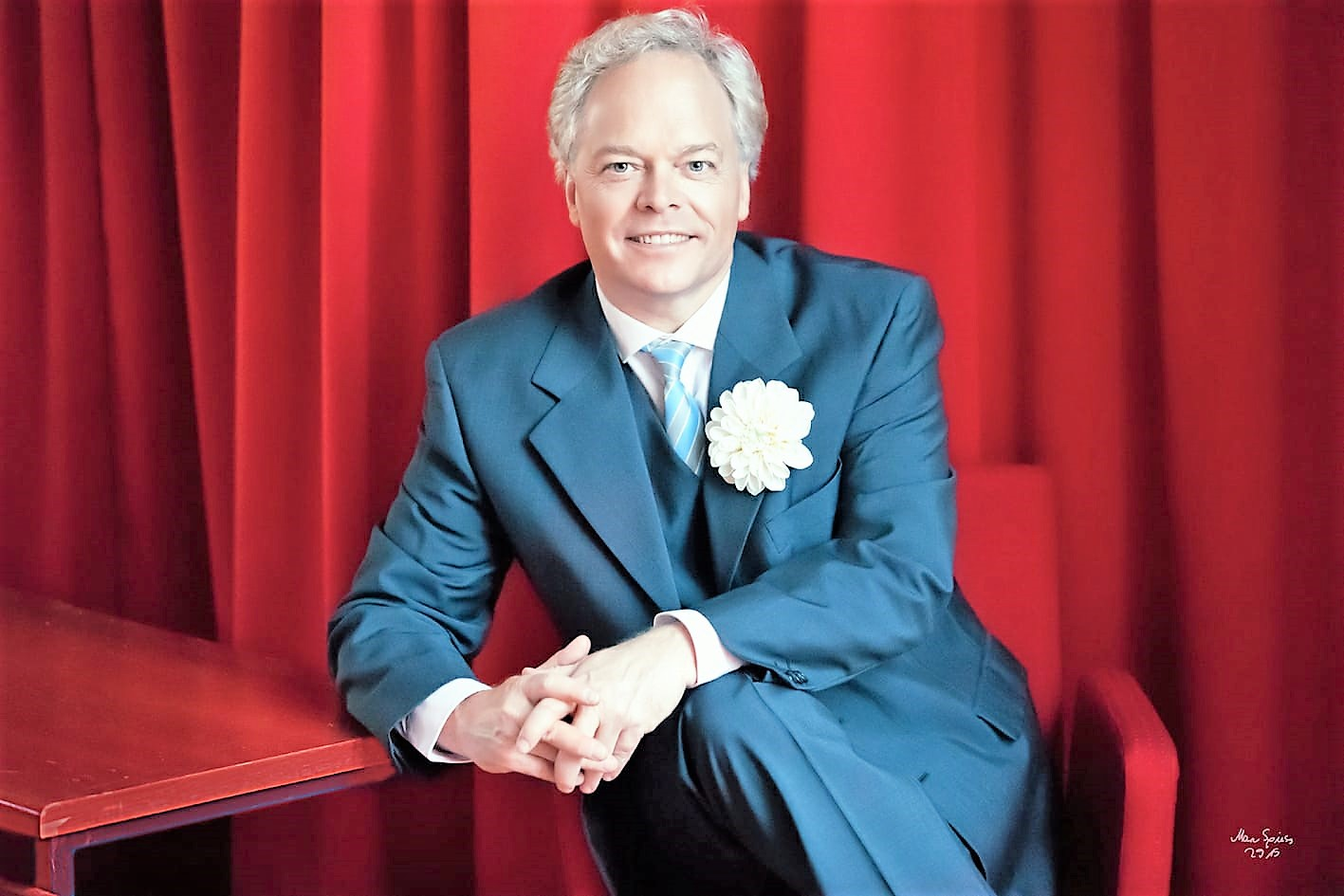
Heiko Reissig

Heiko Christian Reissig (* 19. Februar 1966 in Wittenberge) ist ein deutscher Sänger (Tenor) mit Schwerpunkt Operette sowie Schauspieler, Regisseur, Autor, Produzent, Pädagoge und Intendant.

## Leben
Erstmals stand Reissig mit acht Jahren auf der Theaterbühne. Nach Schulzeit, Abitur und Lehre als Buchdrucker/Schriftsetzer in Schwerin (SVZ), absolvierte er seinen Wehrdienst. Anschließend wurde er als damals jüngster Kulturleiter der DDR zum stellvertretenden Direktor des Kreiskulturhauses Perleberg/Kreiskulturkabinett berufen und realisierte ein 2-jähriges Theaterpraktikum am neuen Friedrichstadtpalast Berlin unter der Intendanz von Reinhold Stövesand. Danach studierte er klassischen Gesang (Tenor), Gesangspädagogik, Regie und Schauspiel an der Hochschule für Musik und Theater „Felix Mendelssohn Bartholdy“ Leipzig, an der Hochschule für Musik „Hanns Eisler“ Berlin und der Hochschule für Musik und Theater München und schloss sein künstlerisches Studium mit drei Diplomen ab. Seine ersten Gesangsprofessoren waren Wolfgang Büttner, Renate Krahmer und Scot Weir in Berlin. Er war Schüler von Nicolai Gedda, Adalbert Kraus, Renate Holm und August Everding (Regie). Meisterkurse absolvierte er unter anderem in New York bei Marta Eggerth (Gesang/Spezialisierung: Operette), in Berlin bei Peter Schreier (Interpretation), in Wien bei Walter Berry (Gesang), in München („Münch´ner Singschul“) bei Josef Metternich, Hans Hotter und Elisabeth Schwarzkopf (Gesang), in Berlin bei Harry Kupfer und Ruth Berghaus (Regie), Dietrich Fischer-Dieskau (Gesang) und an der Internationalen Filmakademie Köln bei Maximilian Schell (Schauspiel).
Seine Mentoren der Hochschuldiplomarbeit waren die Berliner Theaterintendanten Boleslaw Barlog und Hans Pischner sowie der bayerische Staatsintendant August Everding. Thema der Arbeit: Geschichte und künstlerische Aufführungspraxis der Staatsoper Berlin als Preußisches Staatstheater von 1933 bis 1945. Von 1990 bis zu dessen Tod 1999 war er persönlicher Assistent von Generalintendant Boleslaw Barlog in Berlin. Noch während seiner Studienzeit leitete er als Geschäftsführer und künstlerischer Leiter von 1990 bis 2000 das „Deutsche Konzertbüro“ in Berlin und organisierte bzw. leitete in dieser Zeit fast 500 Konzerte, Gastspiele, Tourneen und Veranstaltungen.
Bühnenengagements und Gastspiele führten ihn u. a. an die Komische Oper Berlin, Oper Leipzig, Theater Bonn, Kölner Philharmonie, Prinzregententheater, Volksoper Wien, Seefestspiele Mörbisch, Operettentheater Budapest, Berliner Philharmonie, Konzerthaus Berlin, Philharmonie Köln, Gasteig München, zahlreiche Stadt- und Landestheater in Deutschland und Österreich und unternahm internationale Gastspiel- und Konzertreisen (u. a. Australien, Italien, Japan, China, Mexiko, Afrika, USA, Donauländer) und wirkte bei CD-Aufnahmen (auch mit Eigenkompositionen) sowie Film- und Fernsehproduktionen als Sänger und Schauspieler mit. Bekannt wurde er einem breiten Publikum im Jahr 1995 durch seinen ersten Fernsehauftritt in Thomas Gottschalks Sendung Late Night Show. Er ist Gründer und Gesangssolist des musikalischen Ensembles Berliner Grammophoniker sowie der Solistenensembles „Terra Romanza“ und „Die 3 Tenöre der Operette“.
Reissig engagiert sich für die künstlerische Nachwuchsförderung im Rahmen der Pflege und Verbreitung der Kunstgattung Operette, insbesondere des kompositorischen Erbes von Paul Lincke, Emmerich Kálmán, Ralph Benatzky, Friedrich Schröder, Franz Lehár, Werner Richard Heymann und Franz Grothe. Auf Initiative und Spendenaktion Reissigs wurde 2001 die Bronzebüste von Komponist Paul Lincke (1866–1946) vor dem Kultur- und Festspielhaus Wittenberge durch Bildhauer Reinhard Jakob geschaffen und auf dem anschließend neu benannten „Paul-Lincke-Platz“ eingeweiht.
Neben seiner künstlerischen Tätigkeit wirkt er zeitweise als Gesangspädagoge für Sänger und Schauspieler (klassischer Unterricht in Gesangs-, Atem- und Sprechtechnik). Von 2005 bis 2010 war er Dozent für Gesang / klassische Operette an der Scala-Akademie für Gesang & Entertainment in Berlin (Admiralspalast).
Reissig befördert und initiiert den bilateralen Kulturaustausch mit der Republik Österreich. Von 1995 bis 2007 war er Präsident der Internationalen Gesellschaft zur Förderung junger Bühnenkünstler – BühnenReif e. V. (ISSA). Von 1998 bis 2008 Gründungsintendant, künstlerischer Leiter und Regisseur der von ihm initiierten Elblandfestspiele Wittenberge, dem internationalen Festival der Operette und heiteren Bühnenkunst im Land Brandenburg. Daneben wirkte er von 2002 bis 2007 beim Internationalen Gesangswettbewerb für Operette „Jan Kiepura – Paul Lincke“ als Juryleiter.
Im Jahre 2007 wurde Reissig zum Präsidenten der Europäischen Kulturwerkstatt Berlin-Wien (EKW) gewählt und leitet seitdem die international tätige Organisation zur Förderung von Theater, Kunst und Musik. 2012 wurde Reissig der berufliche Ehrentitel Kammersänger verliehen.
Anfang 2010 wurde Reissig zum Intendanten und künstlerischen Leiter des internationalen „Festival der Heiteren Muse“ berufen, einer EU-Kooperation der Länder Deutschland, Österreich, Slowakei, Rumänien und Ungarn auf dem Gebiet der klassischen Operette. Von 2009 bis 2012 absolvierte er ein wissenschaftliches Zusatzstudium in den Fächern Theater- und Musikwissenschaft an der Universität der Künste Berlin sowie im Fach Geschichte/Politologie an der Technischen Universität Berlin (ZfAF).
Für den Schriftsteller Rolf Hochhuth vertonte er 2009 gemeinsam mit Florian Fries Liedtexte zum Bühnenstück „Sommer 14“. Reissig ist unter anderem Autor des heiter-besinnlichen Bühnenstückes Ein Freund, ein guter Freund!, eines szenisch-musikalischen Kammerspiels zur Lebensbiografie von Schauspiellegende Heinz Rühmann.
2014 beging Reissig sein 40-jähriges Bühnenjubiläum im Kultur- und Festspielhaus seiner Heimatstadt und trug sich in das „Goldene Buch“ der Stadt Wittenberge ein.
2018 rief er gemeinsam mit I.K.H. Sibylle Prinzessin von Preußen den „Dr.-Friedrich-Wilhelm-Prinz-von-Preußen-Preis“ ins Leben, der von der Europäischen Kulturwerkstatt (EKW) auf Kuratoriumsvorschlag an verdienstvolle Künstler für ihr Lebenswerk verliehen wird.
2019/2020 führte ihn eine zweimonatige Konzertreise durch die 30 größten Städte Chinas, die mit dem Ausbruch der Corona-Pandemie beendet wurde. Mit 40 Solisten der Operette aus aller Welt, realisierte er 2020, in der Corona-Krise und ihren Auftrittsbeschränkungen, eine internationale Medienproduktion zur Musik von Emmerich Kálmán. Im Dezember 2023 sang Reissig auf Einladung des Vatikans zwei Konzerte im Petersdom und in der Kirche St. Ingnatius in Rom zum 87. Geburtstag von Papst Franziskus. Im Februar 2024 feierte Reissig sein 50. Bühnenjubiläum mit einer Jubiläumsgala in Berlin mit über 50 Solisten, Chor und beruflichen Weggefährten seiner künstlerischen Karriere. Im März 2024 absolvierte er gemeinsam mit den Rheinischen Sängerknaben ein Europa-Konzert in Gliwice (Gleiwitz/Polen) anlässlich der Erinnerung an den 85. Jahrestag des Beginns des Zweiten Weltkrieges mit dem Überfall auf den Sender Gleiwitz 1939.

## Ehrungen und Auszeichnungen
- 1995 Finalist Internationaler Gesangswettbewerb Treviso „Toti dal Monte“ (Italien)
- 1996 Stipendiat der Gloria-von-Thurn-und-Taxis-Stiftung
- 1997 Richard-Wagner-Stipendium (Bayreuther Festspiele)
- 2007 Goldene Elfe und Ehrenplakette der Elblandfestspiele
- 2008 Verdienstmedaille durch die Stadt Wittenberge für seine Leistungen beim Aufbau der Elblandfestspiele im Land Brandenburg
- 2012 Verleihung des Ehrentitels Kammersänger
- 2016 Internationaler "Prof. Heinz Neubrand – Musikpreis" Wien 2016 (Österreich)
- 2016 Eintragung in das „Goldene Buch“ der Stadt Wittenberge

## Diskographie
- Heiko Reissig – Mein Lied für Dich (Operette, Filmschlager, Canzone, Eigenkompositionen / Deutsches Filmorchester Babelsberg / GMD Manfred Rosenberg)
- Rendezvous der Träume (Franz Grothe – Filmschlager u. a. mit Renate Holm, Heiko Reissig, René Kollo, Stephanie de Kowa, Anke Lautenbach)
- Weihnachten zu Haus – Heiko Reissig singt berühmte deutsche Weihnachtslieder (German Christmas)
- Carneval der Melodien (Die große Gala der Operettenstars / Doppel-CD, Gesangssolisten mit Deutsches Filmorchester Babelsberg)
- Herzensbrecher (Filmschlager und Operette mit den Berliner Grammophonikern, Friedrich Schoenfelder, Heiko Reissig, Hagen Matzeit, Susanne Serfling)
- Mondscheinträumereien (Künstler und Neukompositionen der Elblandfestspiele)
- Franz Grothe – Stars singen seine größten Erfolge (UFA-Filmschlager mit Solisten und Deutsches Filmorchester Babelsberg / GMD Manfred Rosenberg)
- … und jetzt erklingt Franz Grothe – musikalische Raritäten zum 100. (Grothe-Lieder und Evergreens mit Johannes Heesters, Carmen Fuggis, Heiko Reissig)
- Heiko Reissig – Wolgalied (Ein romantischer Liederabend der Operette mit Heiko Reissig)
- Operetten-Séparée (Berühmte Operetten-Duette mit Caroline Bungeroth, Heiko Reissig, Valerie Wildemann / Piano)
- Wunschkonzert der Lieblingsmelodien – Best off! Heiko Reissig (Tenor) mit Deutsches Filmorchester Babelsberg / GMD Manfred Rosenberg
- Heiko Reissig – Melodie der Liebe – Das große Jubiläumsalbum (Doppel-CD) – Oper, Operette, Filmschlager, Canzone, Lied, Eigenkompositionen
- Ich weiß ein Lied vom Glück! – Die musikalisch-literarische Lebensapotheke, präsentiert von Heiko Reissig (Tenor) und Karina Willam (Sprecherin)
- Freunde, das Leben ist lebenswert! – Die 3 Tenöre der Operette – Die große Konzertgala (Harrie van der Plas, Heiko Reissig, Christoph Schröter)
- Heiko Reissig – Schließ deine Augen und träume – (Beliebte Melodien aus Operette und Tonfilm in neuen Arrangements von Jihua Sun / Südkorea)